# Thần thoại Hy Lạp

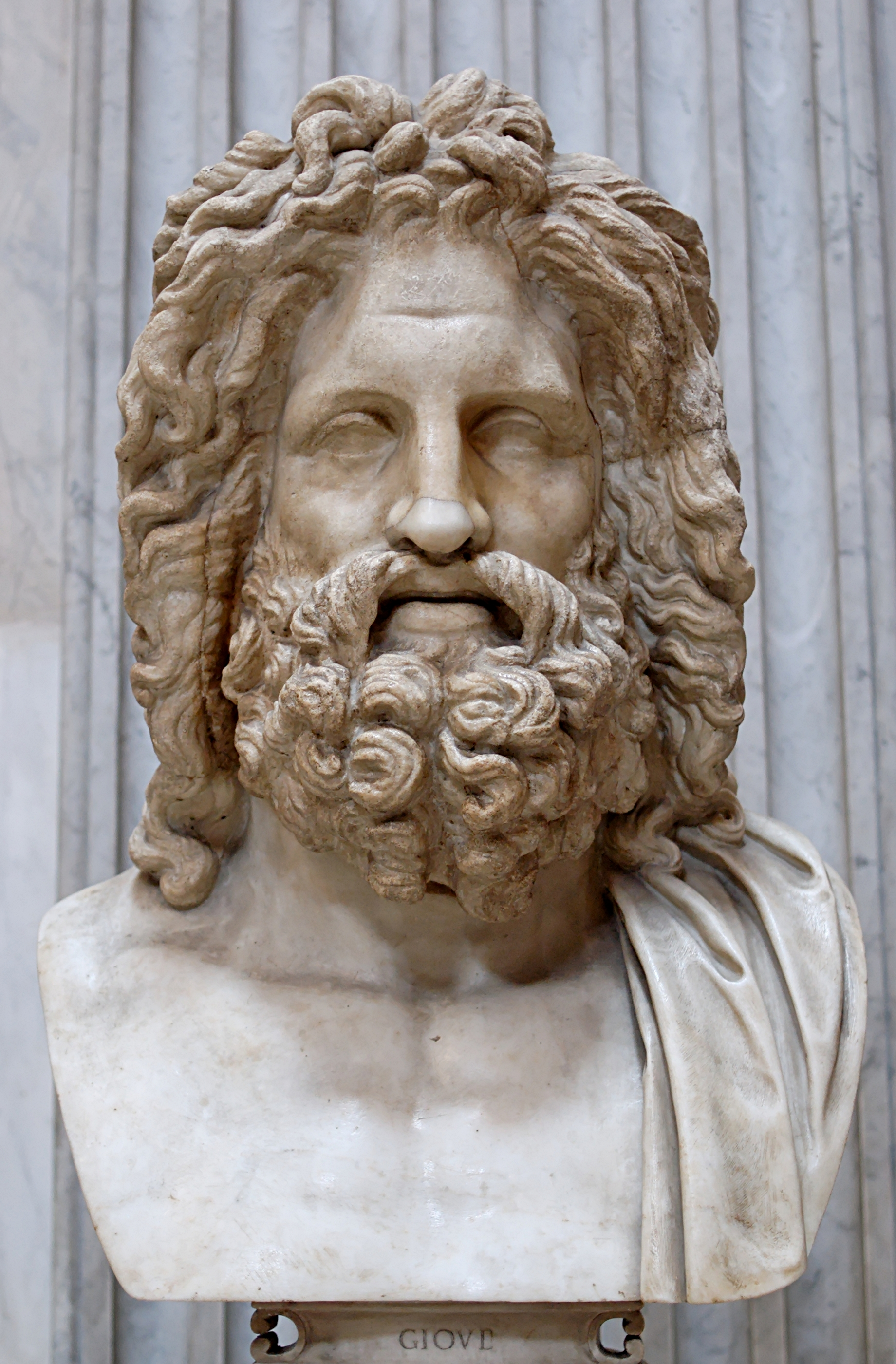
Tượng bán thân Zeus ở Otricoli (Sala Rotonda, Museo Pio-Clementino, Vatican), tỉnh Terni. Trong thần thoại Hy Lạp, Zeus là chúa tể các vị thần, ngự trên đỉnh Olympus.

Thần thoại Hy Lạp là tập hợp những huyền thoại và truyền thuyết của người Hy Lạp cổ đại liên quan đến bản chất của thế giới, và nguồn gốc cũng như ý nghĩa của các tín ngưỡng, các nghi lễ tôn giáo của họ.
Thần thoại Hy Lạp được thể hiện rõ ràng trong tập hợp đồ sộ những truyện kể, và trong các tác phẩm nghệ thuật tượng trưng Hy Lạp cổ, chẳng hạn các tranh vẽ trên bình gốm và các đồ tế lễ. Thần thoại Hy Lạp cố gắng giải thích nguồn gốc của thế giới, và kể tỉ mỉ về cuộc đời và các cuộc phiêu lưu của một tập hợp đa dạng những vị thần, nữ thần, anh hùng và những sinh vật thần thoại. Những truyện kể này đầu tiên được truyền miệng bằng thơ ca; ngày nay các thần thoại Hy Lạp chủ yếu được biết thông qua văn học Hy Lạp ngày nay.
Những tư liệu văn học Hy Lạp lâu đời nhất được biết, hai anh hùng ca Iliad và Odýsseia của Hómēros, tập trung vào các sự kiện liên quan tới Cuộc chiến thành Troy. Hai trường ca của người gần như cùng thời với Hómēros là Hēsíodos, Thần phả và Công việc và Ngày, chứa đầy những ghi chép về nguồn gốc của thế giới, sự kế tục quyền lực của các vị thần, các thế hệ loài người, nguồn gốc các tai họa của con người cũng như gốc tích của các nghi lễ hiến tế. Những truyện thần thoại cũng được bảo tồn trong các bài ca cùng thời Hómēros (Homeric Hymns), các đoạn của "Tập Anh hùng ca" (Epikos Kyklos) liên quan tới chiến tranh Troia, các vở bi kịch ở thế kỉ V trước CN, các bài viết và thơ của các học giả thời Hy Lạp hóa và cả các tài liệu trong thời đại đế quốc La Mã bởi các nhà văn nổi tiếng như Plutarchus và Pausanias.
Các phát hiện khảo cổ học là một nguồn cung cấp nữa về các chi tiết trong thần thoại Hy Lạp, với các thần và anh hùng được mô tả nổi bật trong trang trí của nhiều đồ tạo tác. Các họa tiết trên đồ gốm của thế kỷ VIII trước CN mô tả những cảnh trong cuộc chiến thành Troia cũng như các kỳ công của Herakles, nhiều trong số đó có niên đại sớm hơn các tư liệu văn học trong cùng chủ đề. Thần thoại Hy Lạp đã có một ảnh hưởng bao trùm trên văn hóa, văn học, nghệ thuật phương Tây và vẫn duy trì như một phần của di sản và ngôn ngữ phương Tây. Nhiều nhà thơ và nghệ sĩ từ các thời kỳ từ cổ đại tới hiện đại đã lấy cảm hứng từ thần thoại Hy Lạp và khám phá những ý nghĩa và tính thích đáng đương thời trong những chủ đề thần thoại này.

### Các tư liệu văn học

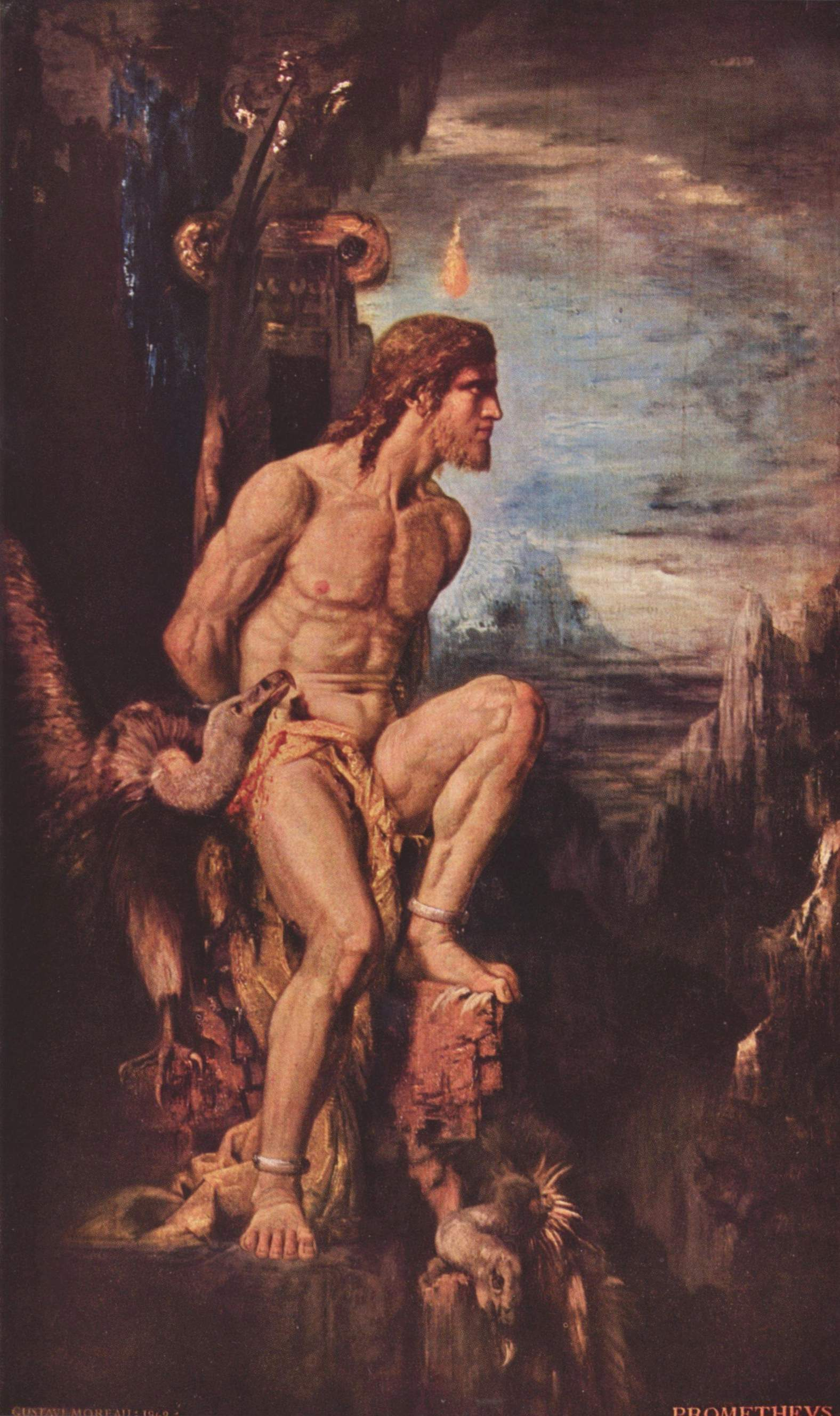
Prometheus (tranh năm 1868 bởi Gustave Moreau). Huyền thoại về Prometheus được xác nhận bởi Hēsíodos và về sau làm nên cốt lõi cho bộ ba kịch được cho là của Aeschylus, bao gồm Prometheus bị xiềng, Prometheus tháo xiềng, và Prometheus Pyrphoros.

### Các tư liệu khảo cổ

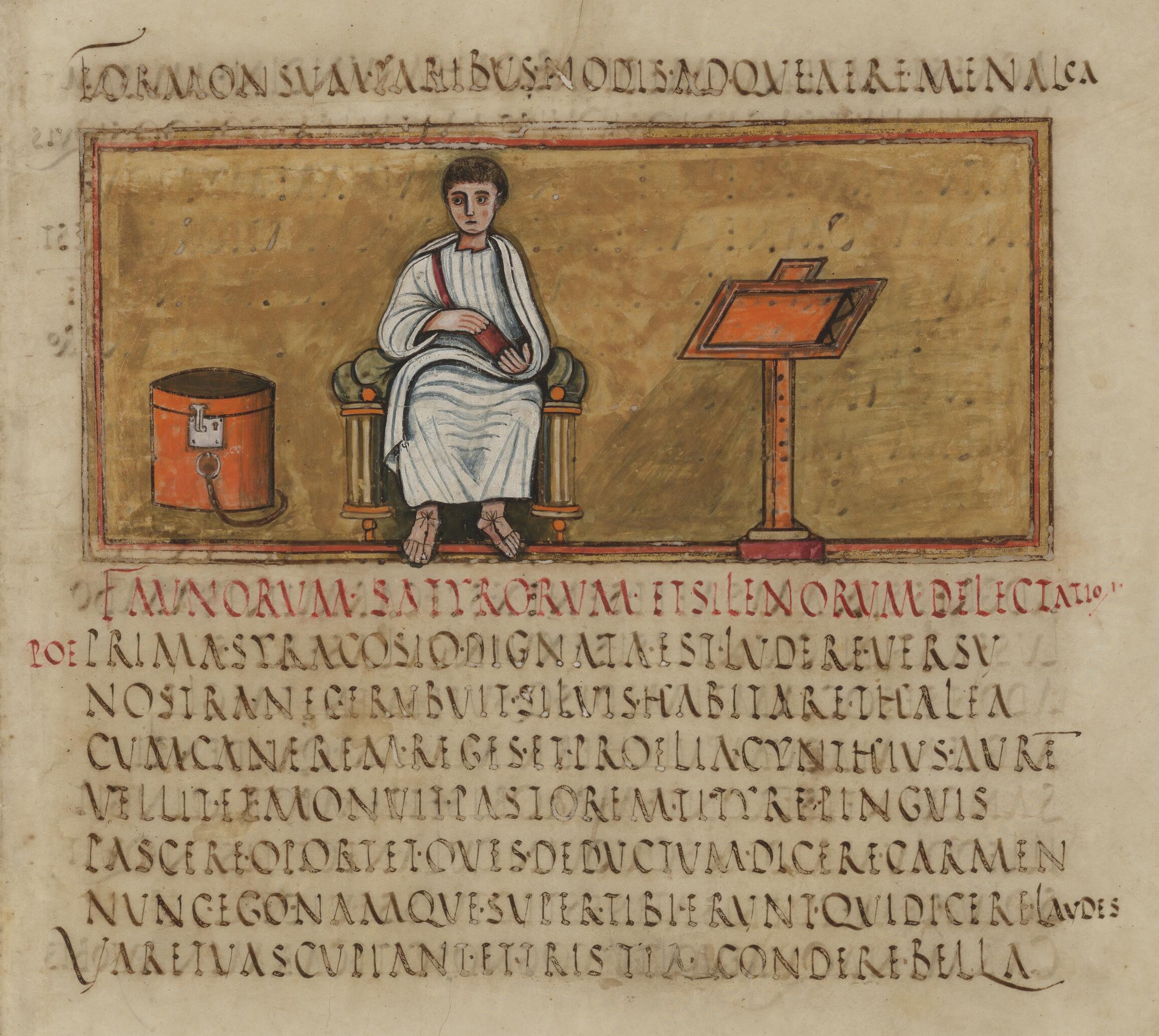
Một bản thảo ở thế kỷ V vẽ minh họa nhà thơ La Mã Virgilius, người đã bảo tồn các chi tiết của thần thoại Hy Lạp trong nhiều tác phẩm của ông.

### Thời đại của các vị thần

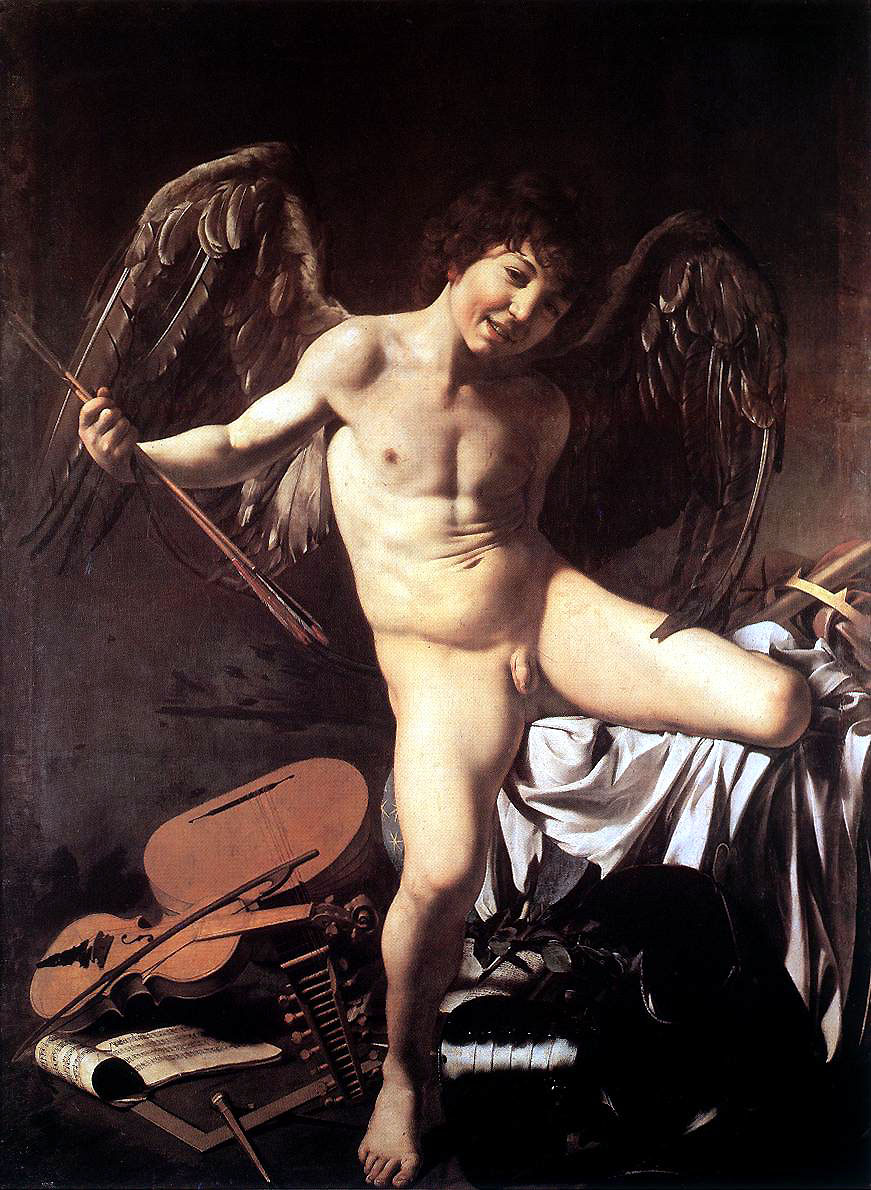
Amor Vincit Omnia (Tình yêu chinh phục tất cả), một minh họa về thần tình yêu, Eros, bởi Michelangelo Merisi da Caravaggio, khoảng 1601–1602.

#### Khởi thủy vũ trụ và vũ trụ luận

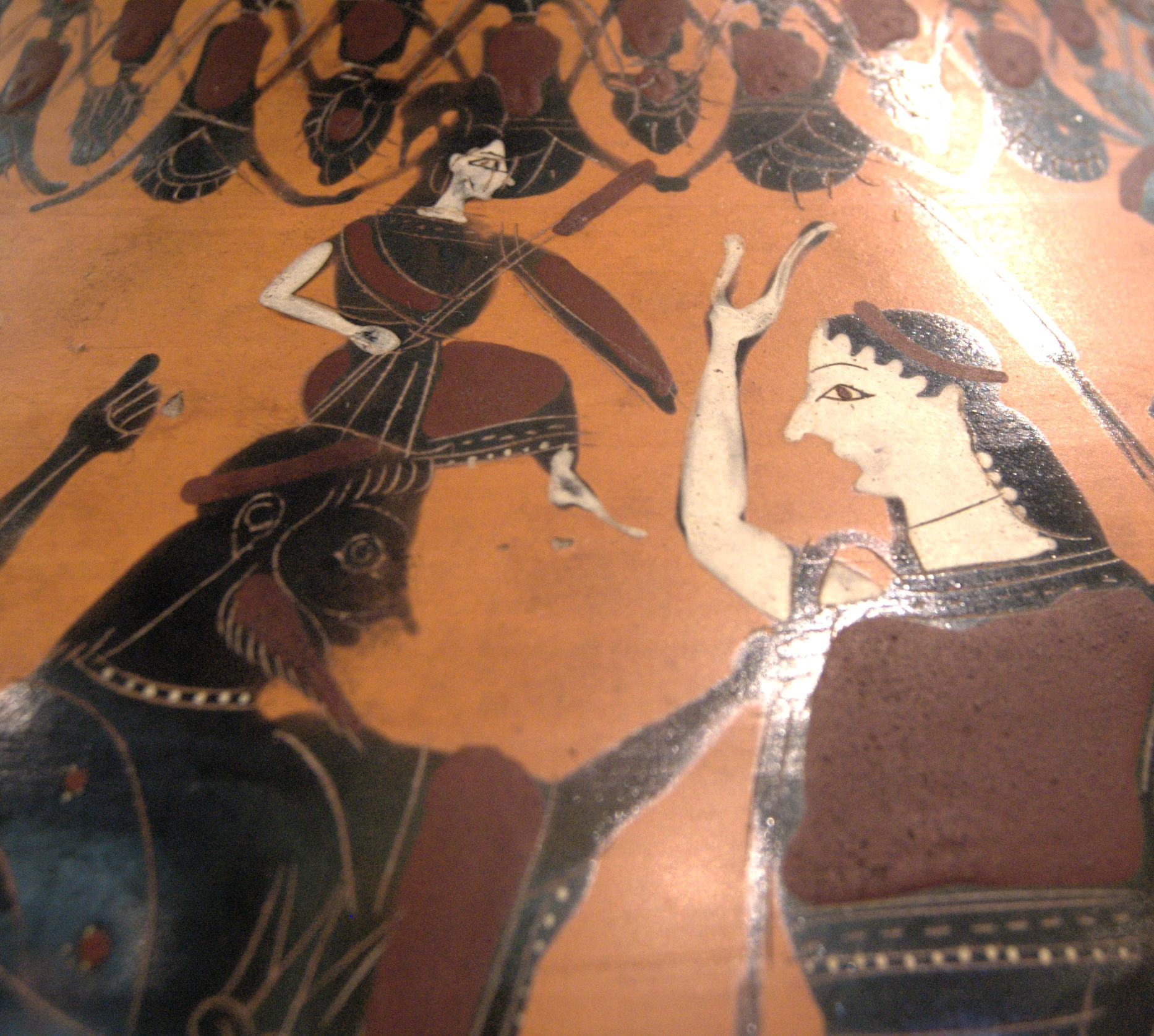
Bình cao cổ Attic (amphora) miêu tả Athena được "tái sinh" từ đầu của Zeus, người đã nuốt mẹ cô, Metis, nữ thần bảo trợ sinh đẻ. Niên đại khoảng 550–525 tr.CN, (Bảo tàng Louvre, Paris).

#### Các vị thần Hy Lạp

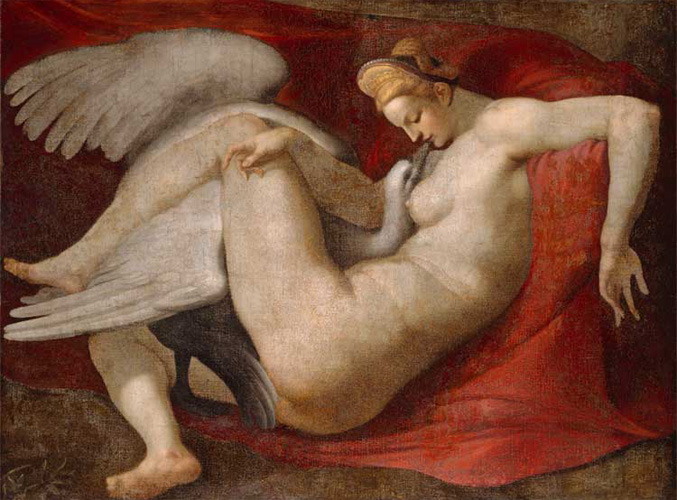
Zeus, cải trang thành một con thiên nga, quyến rũ Leda, nữ hoàng Sparta. Một bản sao thế kỷ XVI từ một bức tranh đã mất của Michelangelo.

### Thời đại của các vị thần và con người

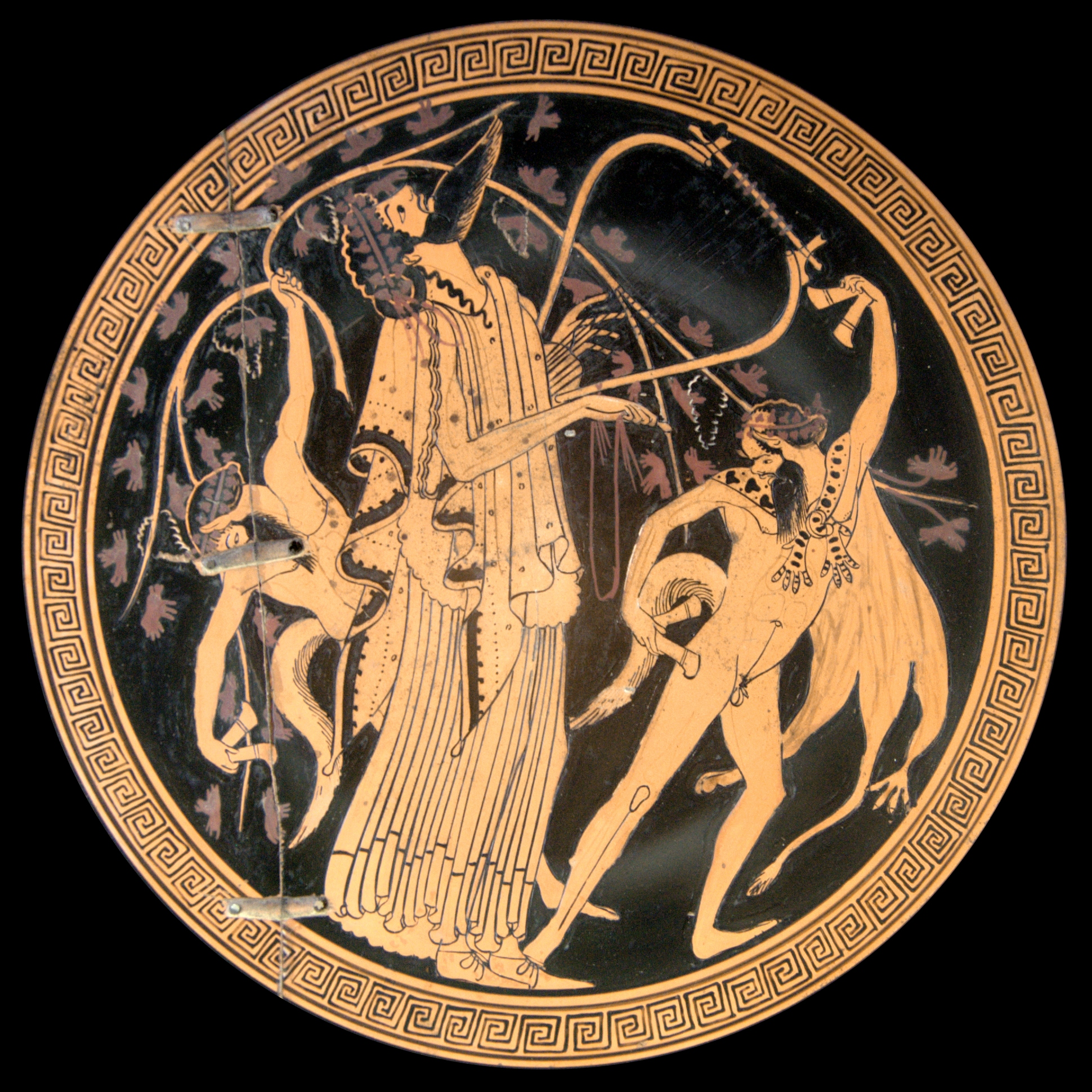
Dionysus với các satyr. Thành trong của một chiếc cốc được sơn bởi họa sĩ Brygos, Cabinet des Médailles.

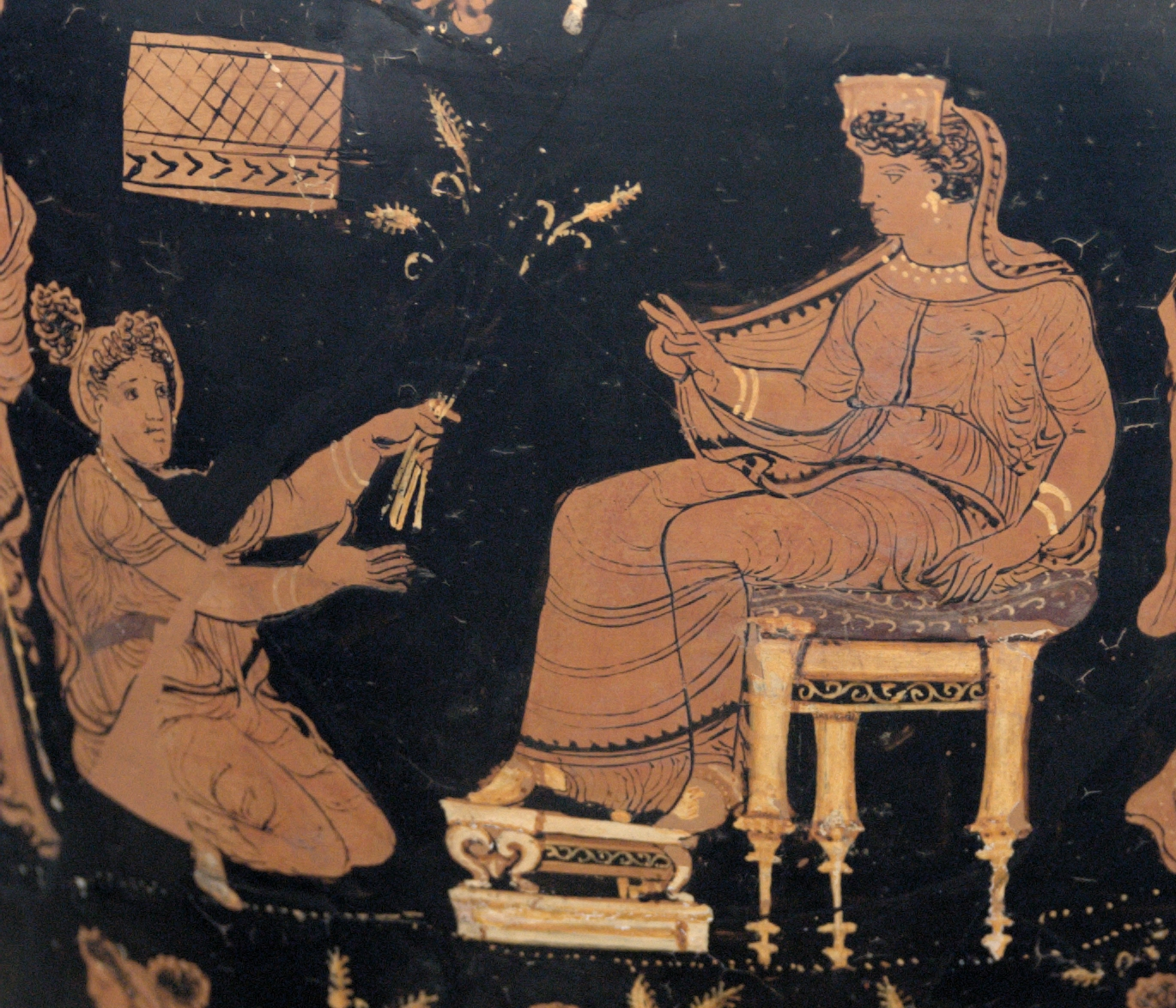
Demeter và Metanira trên họa tiết một bình nước sơn đỏ Apulia, khoảng 340 tr.CN (Bảo tang Altes, Paris).

#### Herakles và các hậu duệ

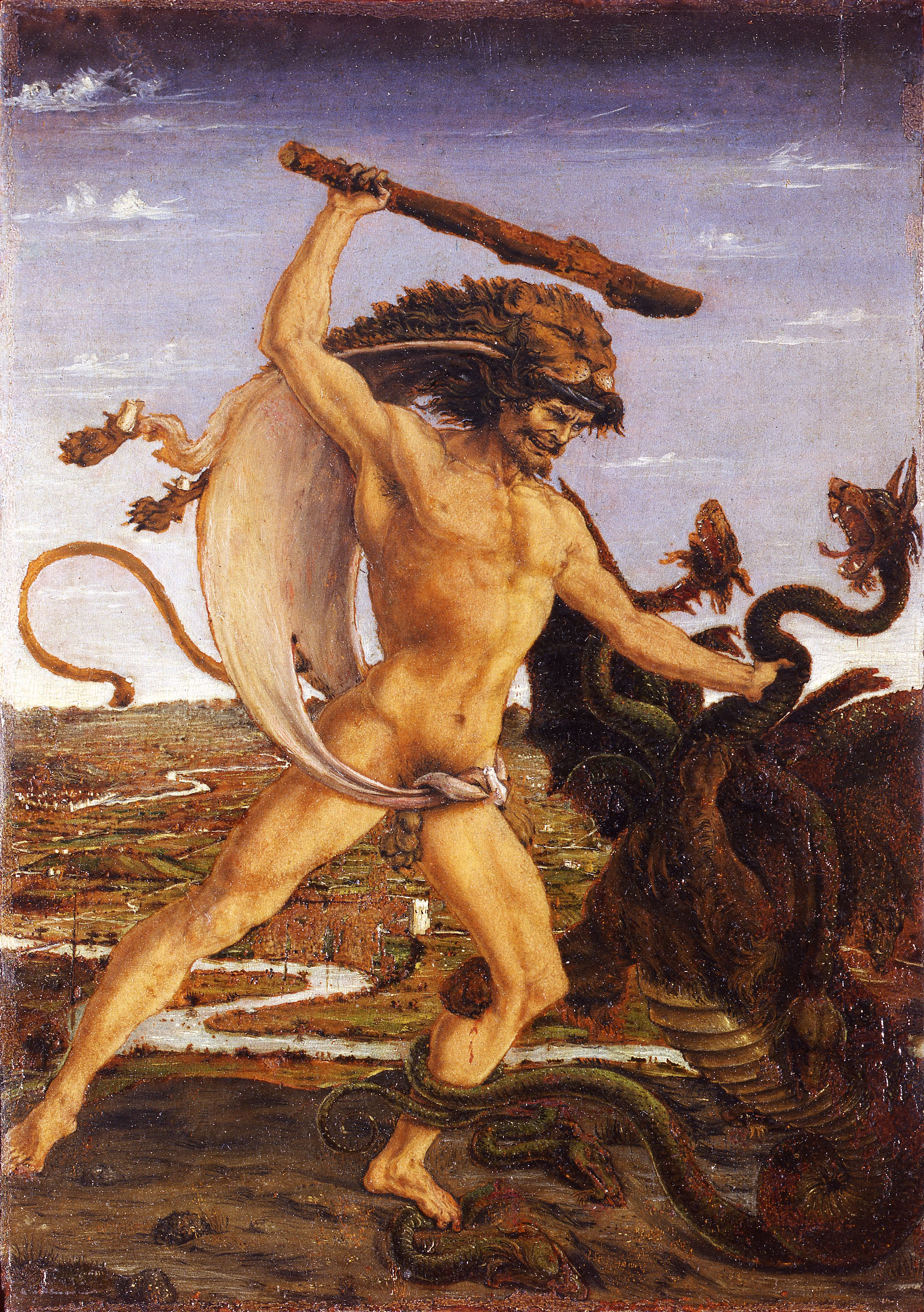
Hercules chiến đấu với quái vật Hydra được vẽ khoảng năm 1475 bởi Antonio del Pollaiuolo